# 北山猛邦
北山 猛邦（きたやま たけくに、1979年8月9日— ）日本推理作家，2002年以《钟城杀人事件》获第二十四届梅菲斯特奖而出道。

## 生平
北山猛邦出生於岩手縣盛岡市出身。
北山猛邦在中学3年級因接觸到江戶川亂步『吸血鬼』而產生興趣。高校時代加入網球部，當時經常閱讀村上春樹作品。北山猛邦之後在大阪府大学就讀，暑假著迷於綾辻行人『殺人十角館』等本格推理小說。北山猛邦因島田莊司『斜屋犯罪』對物理性詭計產生興趣。

## 風格
其小说富有创新精神，构思奇幻、设定惊人，故事的舞台超脱世俗，却又具备着合情合理的物理诡计。有关物理诡计，北山曾这样阐述：“过，则无趣。欠，则无味。这就是物理诡计。”有人因此称他是“物理的北山”，但更加常见的则是——“物理·悬疑·叙述名家”！

## 作品一览
北山猛邦创作的小说，主要有“城”、“名侦探音野顺事件簿”、“少年检阅官”和「貓柳十一弦」四大系列。

### 城系列
北山猛邦最負盛名的系列作品，但各部小說之間完全沒有故事上的聯繫。該系列以富含創意的構思和生動活潑的人物形象而深受讀者歡迎，中文版推出僅僅一月便告加印，而中央人民廣播電台“文藝之聲”的“品味書香”欄目更曾對之進行特別推薦，時間是2010年4月10日。同月，韓國的鶴山文化社（학산문화사）亦開始推出該系列作品。
- 鐘城殺人事件（『クロック城』殺人事件）
- 琉璃城殺人事件（『瑠璃城』殺人事件）
- 愛麗絲・米勒城殺人事件/“爱丽丝·镜城”杀人事件（『アリス・ミラー城』殺人事件）
- 斷頭臺城殺人事件（『ギロチン城』殺人事件）

### 少年檢閱官系列
- 少年檢閱官（少年検閲官）
- 少女音樂盒（オルゴーリェンヌ）

### 名偵探音野順事件簿系列
- 跳舞小丑（踊るジョーカー）
  - 跳舞小丑（踊るジョーカー）
  - 時間盜賊（時間泥棒）
  - 看不到的死亡訊息（見えないダイイング・メッセージ）
  - 有毒的情人節巧克力（毒入りバレンタイン・チョコ）
  - 雪人來殺人了（ゆきだるまが殺しにやってくる）
- 从密室里救出黑猫的方法（密室から黒猫を取り出す方法）
  - 从密室里救出黑猫的方法（密室から黒猫を取り出す方法）
  - 吃人的電視機（人喰いテレビ）
  - 音樂非殺人兇器（音楽は凶器じゃない）
  - 從停電到黎明（停電から夜明けまで）
  - 闭路蜡烛（クローズド・キャンドル）
- 天空之船（天の川の舟乗り）
  - 人偶村（人形の村）
  - 天空之船（天の川の船乗り）
  - 怪人對音野要（怪人対音野要）
  - 又是馬西（マッシー再び）

### 猫柳十一弦系列
- 貓柳十一弦的後悔 不可能的犯罪常數（猫柳十一弦の後悔　不可能犯罪定数）
- 貓柳十一弦的失敗 偵探助手五箇条(猫柳十一弦の失敗 探偵助手五箇条)

### 其他作品
- 拉丁字母庄事件（アルファベット荘事件）－因出版公司倒閉而絕版
- 我們偷走星座的理由/我们盗走星座的理由（私たちが星座を盗んだ理由）
  - 收錄作品：為情所困（恋煩い） / 妖精的學校（妖精の学校） / 騙徒紳士（嘘つき紳士） / 永別的童話（終の童話） / 我們偷走星座的理由（私たちが星座を盗んだ理由）
- 人魚公主殺人事件（人魚姫 探偵グリムの手稿）
- - 【改名】 冰冷的轉學生
    - 收錄作品：可愛的狙擊手（かわいい狙撃手） / 冰冷的轉學生（つめたい転校生） / 多話的雙胞胎（うるさい双子） / 親愛的晃晃妖（いとしいくねくね） / 夢幻的玫瑰花（はかない薔薇） / 小小的鋼琴家（ちいさいピアニスト）
- 千年圖書館（千年図書館）
  - 收錄作品：回頭谷的呼喚（見返り谷から呼ぶ声） / 千年圖書館（千年図書館） / 今晚的月亮是條紋狀的嗎？（今夜の月はしましま模様？） / 末日天氣瓶（終末硝子） / 獻給倒吊少女的鋼琴奏鳴曲（さかさま少女のためのピアノソナタ）
- 月灯馆杀人事件（月灯館殺人事件）

### 槍彈辯駁霧切
描寫《槍彈辯駁 希望學園與絕望高中生》的女主角霧切響子過去的小說

目前已完結，總共七篇。
- 槍彈辯駁霧切（1）
- 槍彈辯駁霧切（2）
- 槍彈辯駁霧切（3）
- 槍彈辯駁霧切（4）
- 槍彈辯駁霧切（5）
- 槍彈辯駁霧切（6）
- 槍彈辯駁霧切（7）

### 未單行本化作品
浮士德刊登系列
- 斷弦上的詠歎調（廃線上のアリア，2004年11月『浮士德vol.4』）
- 心靈最後的距離（こころの最後の距離，2004年11月『浮士德vol.4』）
- 紗線森林的公主（糸の森の姫君，2005年12月『浮士德vol.6 SIDE-B』）
- 十字架上的短詠嘆調（磔アリエッタ，2008年8月『浮士德vol.7』）

其他
- 短篇
  - 1941年的摩澤爾白葡萄酒（一九四一年のモーゼル，2004年11月『Mysteries！特刊』）
  - 透明的聲音（透明な音，2007年1月）
  - 手槍・網球（ピストル・テニス，2008年4月『潘朵拉Vol.1 SIDE-B』）
  - KOBO CAFE 殺人事件（KOBO CAFE 殺人事件，2008年8月KOBO CAFE店限定特別小冊子）
  - 櫻花炎上（さくら炎上）
  - 高加索人（コーカスレース）
  - 獵戶座殺人事件（オリオン座殺人事件）
  - 再見兔子團（さようなら、ウサギ団，2011年10月『Mysteries！ vol.49』）
  - 貓倫敦（猫倫敦）
  - 獵戶山莊殺人事件（オリオン山荘殺人事件）
- 接力小說
  - 對誰來說都不連續（第二章）（誰にも続かない，2004年11月『浮士德vol.4』）
    - 接力小說，其餘的作者有乙一、佐藤友哉、瀧本龍彥、西尾維新，依照日本五十音順序，北山為第二棒

## 延伸阅读
- 終末観測所（页面存档备份，存于） - 北山猛邦的BLOG